# OV-ambassadeur
De OV-ambassadeur was van 2006 tot 2010 een post van de Nederlandse overheid, ingesteld om het openbaar vervoer te bevorderen en conflicten op te lossen binnen deze branche.
De OV-ambassadeur moest samen met alle partijen in het openbaar vervoer de visie van de Nota mobiliteit van het toenmalige ministerie van Verkeer en Waterstaat concretiseren.
De OV-ambassadeur was als het ware het gezicht van het openbaar vervoer en moest bij overheden en vervoerders bevorderen dat de kansen en mogelijkheden ervan daadwerkelijk werden benut. De OV-ambassadeur was het aanspreekpunt voor de reizigersorganisaties.
De OV-ambassadeur had geen bevoegdheid om regelingen of dwingende aanwijzingen te geven en was ook geen inspecteur of scheidsrechter. Wel kon de OV-ambassadeur op verzoek bemiddelen.
De OV-ambassadeur was onafhankelijk van de minister en kon dus ook kritiek uiten op het beleid van de minister. Periodiek rapporteerde de OV-ambassadeur aan de Tweede Kamer der Staten-Generaal.
De eerste en enige OV-ambassadeur was Jeltje van Nieuwenhoven. Zij trad in functie op 1 oktober 2006, aanvankelijk voor een periode van twee jaar. Van Nieuwenhovens ambassadeurschap was een succes gebleken, en eind juni 2008 maakten de minister en staatssecretaris van V&W, Camiel Eurlings en Tineke Huizinga, bekend dat zij die functie nog eens voor twee jaar mocht bekleden. Op 19 oktober 2010 bood Van Nieuwenhoven haar eindrapport aan aan minister Melanie Schultz van Haegen en staatssecretaris Joop Atsma. Haar post werd vacant en op 10 december dat jaar maakte minister Schultz bekend dat er geen nieuwe OV-ambassadeur gezocht zou worden.
Reizigersvereniging Rover en de Consumentenbond waren voorstander van een functionaris met een meer formele status, de overige partijen vonden dat de OV-ambassadeur juist door haar informele positie veel heeft kunnen bereiken.